# Sungai Kupang Jaya
Sungai Kupang Jaya – wieś (desa) w kecamatanie Kelumpang Selatan, w kabupatenie Kotabaru w prowincji Borneo Południowe w Indonezji.
Miejscowość ta leży w północno-zachodniej części kecamatanu.